# Baía Hope

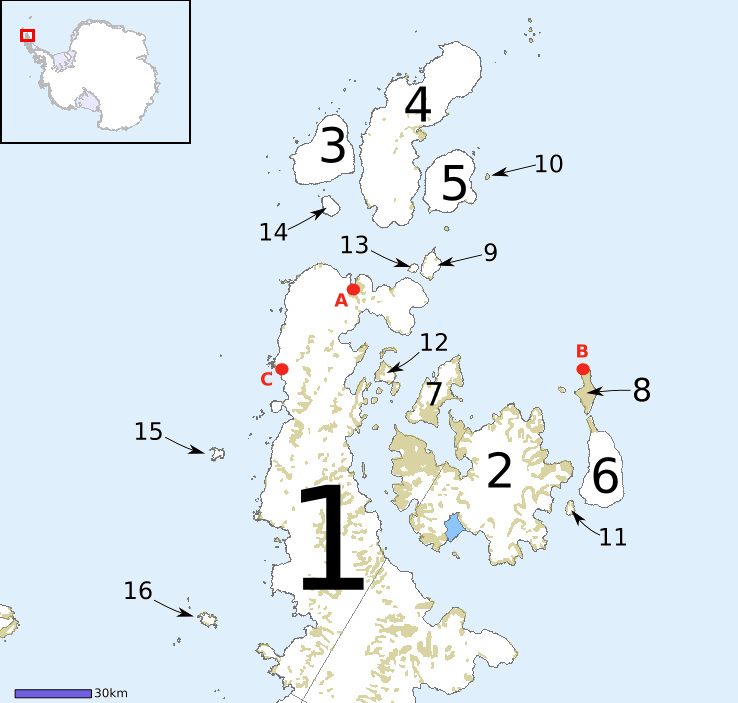
Mapa da Península Antártica e ilhas associadas; a Baía Hope está indicada com a letra (A).

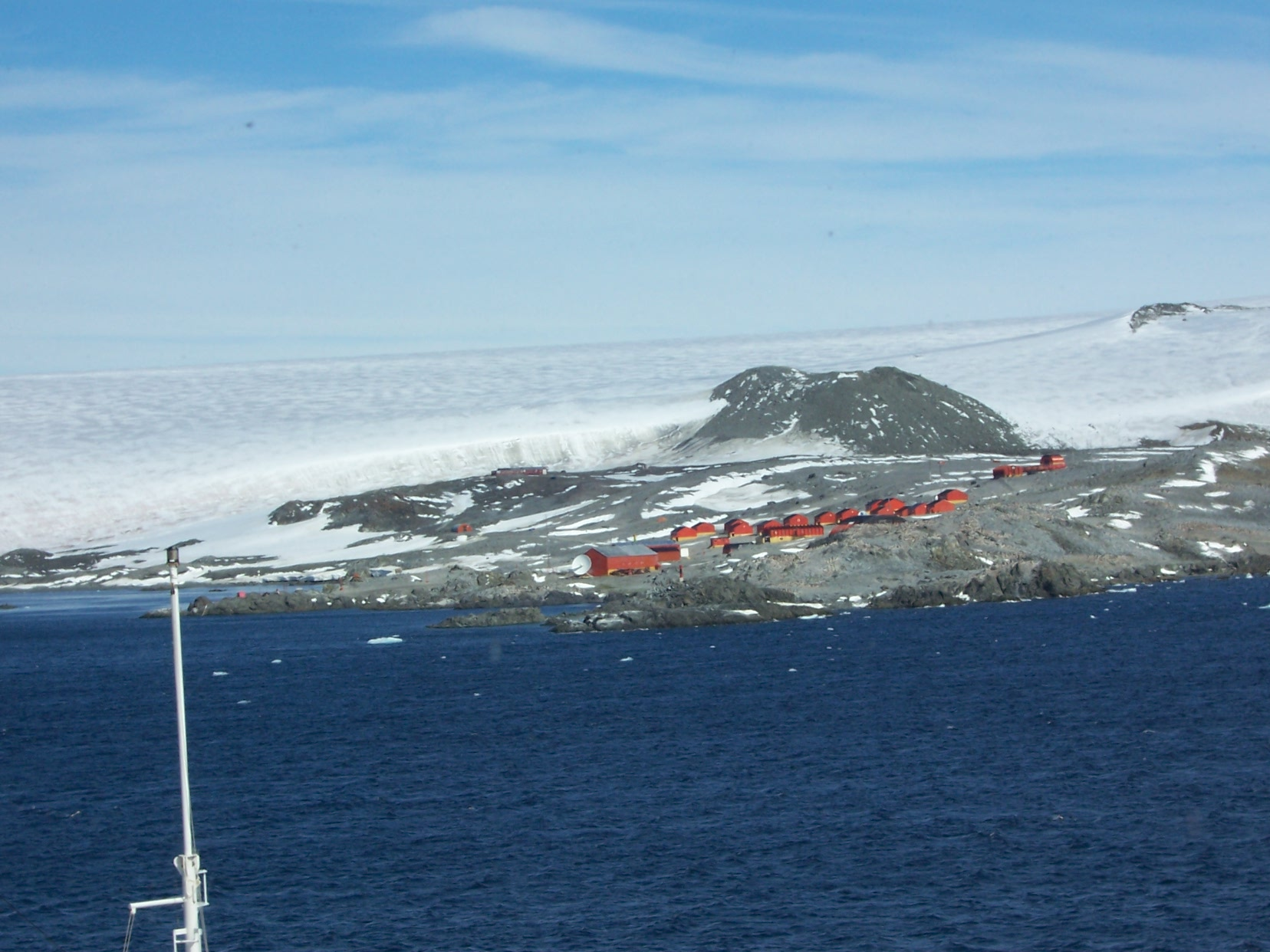
Base Esperanza na Baía Hope (Dezembro de 2004)

A baía Hope é uma baía situada na Península Trinity, na Antártida. Tem 5 km de comprimento e 3 km de largura. A baía foi descoberta em 15 de janeiro de 1902 durante a Expedição Antártica Sueca liderada por Otto Nordenskiöld, que lhe atribuiu o nome em homenagem ao inverno que J. Gunnar Andersson, S.A. Duse, Toralf Grunden e José Maria Sobral, membros da expedição, lá passaram, depois de o seu navio, Antarctic, ter sido esmagado pelo gelo. As ruínas de um abrigo em pedra construído pelos membros da expedição ainda lá podem ser vistas.
A antiga Base Britânica "D" foi instalada nesta baía em 1945. Sofreu um incêndio em 1948 e encerrou em 1964. A 8 de dezembro de 1997, a British Antarctic Survey transferiu a base para o Uruguai, que lhe atribuiu outra designação: Estación Científica Antártica Ruperto Elichiribehety (ECARE).